# La Celle-sur-Morin
La Celle-sur-Morin és un municipi francès, situat al departament del Sena i Marne i a la regió de Illa de França. L'any 2007 tenia 1.184 habitants.
Forma part del cantó de Coulommiers, del districte de Meaux i de la Comunitat de comunes del Pays de Coulommiers.

## Demografia

### Població
El 2007 la població de fet de La Celle-sur-Morin era de 1.184 persones. Hi havia 400 famílies, de les quals 68 eren unipersonals (48 homes vivint sols i 20 dones vivint soles), 120 parelles sense fills, 164 parelles amb fills i 48 famílies monoparentals amb fills.
La població ha evolucionat segons el següent gràfic:
Habitants censats

### Habitatges
El 2007 hi havia 516 habitatges, 430 eren l'habitatge principal de la família, 58 eren segones residències i 28 estaven desocupats. 501 eren cases i 8 eren apartaments. Dels 430 habitatges principals, 393 estaven ocupats pels seus propietaris, 28 estaven llogats i ocupats pels llogaters i 9 estaven cedits a títol gratuït; 5 tenien una cambra, 19 en tenien dues, 69 en tenien tres, 104 en tenien quatre i 233 en tenien cinc o més. 331 habitatges disposaven pel capbaix d'una plaça de pàrquing. A 167 habitatges hi havia un automòbil i a 243 n'hi havia dos o més.

### Piràmide de població
La piràmide de població per edats i sexe el 2009 era:
| Homes | Edats   | Dones |
| ----- | ------- | ----- |
| 0     | 95 o +  | 0     |
| 0     | 90 a 94 | 4     |
| 4     | 85 a 89 | 4     |
| 0     | 80 a 84 | 16    |
| 8     | 75 a 79 | 8     |
| 24    | 70 a 74 | 28    |
| 16    | 65 a 69 | 16    |
| 16    | 60 a 64 | 28    |
| 28    | 55 a 59 | 20    |
| 52    | 50 a 54 | 48    |
| 36    | 45 a 49 | 32    |
| 44    | 40 a 44 | 48    |
| 68    | 35 a 39 | 60    |
| 32    | 30 a 34 | 20    |
| 40    | 25 a 29 | 36    |
| 20    | 20 a 24 | 20    |
| 12    | 15 a 19 | 44    |
| 36    | 10 a 14 | 40    |
| 48    | 5 a 9   | 56    |
| 28    | 0 a 4   | 44    |

## Economia
El 2007 la població en edat de treballar era de 785 persones, 615 eren actives i 170 eren inactives. De les 615 persones actives 567 estaven ocupades (300 homes i 267 dones) i 48 estaven aturades (22 homes i 26 dones). De les 170 persones inactives 57 estaven jubilades, 67 estaven estudiant i 46 estaven classificades com a «altres inactius».

### Ingressos
El 2009 a La Celle-sur-Morin hi havia 449 unitats fiscals que integraven 1.218 persones, la mediana anual d'ingressos fiscals per persona era de 22.995 €.

### Activitats econòmiques
Dels 39 establiments que hi havia el 2007, 1 era d'una empresa alimentària, 1 d'una empresa de fabricació de material elèctric, 5 d'empreses de fabricació d'altres productes industrials, 7 d'empreses de construcció, 9 d'empreses de comerç i reparació d'automòbils, 1 d'una empresa de transport, 2 d'empreses immobiliàries, 10 d'empreses de serveis, 1 d'una entitat de l'administració pública i 2 d'empreses classificades com a «altres activitats de serveis».
Dels 10 establiments de servei als particulars que hi havia el 2009, 2 eren tallers de reparació d'automòbils i de material agrícola, 1 paleta, 4 fusteries, 1 electricista, 1 perruqueria i 1 agència immobiliària.
Dels 2 establiments comercials que hi havia el 2009, 1 era una botiga de menys de 120 m² i 1 una joieria.
L'any 2000 a La Celle-sur-Morin hi havia 3 explotacions agrícoles.

## Equipaments sanitaris i escolars
El 2009 hi havia una escola elemental.

## Poblacions properes
El següent diagrama mostra les poblacions més properes.